# گمینا دراونو
گمینا دراونو (به لهستانی:  Gmina Drawno) یک گمینا در لهستان است که در شهرستان خوشچنو واقع شده‌است. گمینا دراونو ۳۲۱٫۰۹ کیلومتر مربع مساحت و ۵٬۳۴۰ نفر جمعیت دارد.